# Segundo Ejército (Japón)
El 2.º Ejército Japonés (第2軍 Dai-ni gun?) era un cuerpo de ejército del Ejército Imperial Japonés. Fue creado y desmovilizado en cuatro ocasiones separadas.

## Historia

### Primera guerra sino-japonesa
El 2.º Ejército Japonés fue inicialmente creado durante la primera guerra sino-japonesa, del 27 de septiembre de 1894 al 14 de mayo de 1895, bajo el mando del General Ōyama Iwao.

### Guerra ruso-japonesa
Fue reorganizado en la guerra ruso-japonesa, del 6 de marzo de 1904 hasta el 2 de enero de 1906, bajo el mando del General Oku Yasukata. Combatió en muchas de las mayores campañas de la guerra, incluyendo la batalla de Nanshan, 1.ª batalla de Te-li-Ssu, la batalla de Tashihchiao, la batalla del Río Sha-ho, la batalla de Liaoyang, la batalla de Sandepu, y la batalla de Mukden. 

### Segunda guerra sino-japonesa
El 2.º Ejército Japonés fue nuevamente reactivado el 23 de agosto de 1937, en la segunda guerra sino-japonesa, y puesto bajo el mando del Ejército Japonés del Área Norte de China como refuerzo de las fuerzas japonesas en China, tras el Incidente del Puente Marco Polo. El 2.º Ejército participó en la batalla de Beiping-Tianjin, la Operación Ferroviaria Tianjin–Pukou, la batalla de Xuzhou y la batalla de Taierzhuang, antes de ser desmovilizado el 15 de diciembre de 1938.

### Segunda Guerra Mundial
La cuarta y final reorganización del 2.º Ejército Japonés ocurrió el 4 de julio de 1942, cuando fue puesto bajo el mando del Ejército Japonés de la Primera Área en Manchukuo. Fue transferido al Ejército Japonés de la Segunda Área el 30 de octubre de 1943. Hacia los últimos momentos de la guerra, el 30 de junio de 1945, fue transferido al Grupo de Ejércitos Expedicionario del Sur cuya base estaba en Célebes, al final de la Segunda Guerra Mundial.

## Lista de Mandos

### Comandantes en Jefe
|   | Nombre                                | Del                      | Al                     |
| - | ------------------------------------- | ------------------------ | ---------------------- |
| 1 | Mariscal de Campo Ōyama Iwao          | 25 de septiembre de 1894 | 26 de mayo de 1895     |
| X | Desmovilizado                         | 26 de mayo de 1895       | 6 de marzo de 1904     |
| 2 | General Oku Yasukata                  | 6 de marzo de 1904       | 12 de enero de 1906    |
| X | Desmovilizado                         | 12 de enero de 1906      | 23 de agosto de 1937   |
| 3 | General Toshizo Nishio                | 23 de agosto de 1937     | 30 de abril de 1938    |
| 4 | General Príncipe Higashikuni Naruhiko | 30 de abril de 1938      | 9 de diciembre de 1938 |
| x | Desmovilizado                         | 9 de diciembre de 1938   | 4 de julio de 1942     |
| 5 | Teniente General Yoshio Kozuki        | 4 de julio de 1942       | 28 de mayo de 1943     |
| 6 | Teniente General Ichiro Shichida      | 28 de mayo de 1943       | 29 de octubre de 1943  |
| 7 | Teniente General Fusataro Teshima     | 29 de octubre de 1943    | 15 de agosto de 1945   |

### Jefes de Estado Mayor
|    | Nombre                              | Del                      | Al                       |
| -- | ----------------------------------- | ------------------------ | ------------------------ |
| 2  | Coronel Inoue Hikaru                | 1 de octubre de 1894     | 14 de mayo de 1895       |
| X  | Desmovilizado                       | 26 de mayo de 1895       | 6 de marzo de 1904       |
| 2  | Mayor General Ochiai Toyosaburo     | 6 de marzo de 1904       | 12 de septiembre de 1904 |
| 3  | Mayor General Osako Naomichi        | 12 de septiembre de 1904 | 18 de enero de 1906      |
| X  | Desmovilizado                       | 18 de enero de 1906      | 31 de agosto de 1937     |
| 4  | Mayor General Yorimichi Suzuki      | 31 de agosto de 1937     | 11 de junio de 1938      |
| 5  | Teniente General Kazumoto Machijiri | 11 de junio de 1938      | 21 de noviembre de 1938  |
| 6  | Mayor General Shigenari Aoki        | 21 de noviembre de 1938  | 9 de diciembre de 1938   |
| X  | Desmovilizado                       | 9 de diciembre de 1938   | 1 de julio de 1942       |
| 7  | Mayor General Goro Isoya            | 1 de julio de 1942       | 8 de abril de 1943       |
| 8  | Mayor General Ichimaro Horike       | 8 de abril de 1943       | 23 de octubre de 1943    |
| 9  | Mayor General Shikao Fujitsuka      | 23 de octubre de 1943    | 26 de diciembre de 1944  |
| 10 | Mayor General Yuki Fukabori         | 1 de febrero de 1945     | 7 de abril de 1945       |
| 11 | Mayor General Shintaro Imada        | 7 de abril de 1945       | 24 de mayo de 1945       |
| 12 | Mayor General Minetaro Yoshida      | 5 de junio de 1945       | 15 de agosto de 1945     |